# Vysokogradientní magnetická separace
Vysokogradientní magnetická separace (High Gradient Magnetic Separation, HGMS) je technologický postup, který rozšiřuje aplikace konvenčních magnetických separátorů pro obohacování železných rud a pro zachycování železa z různých odpadních materiálů i do oblasti separace velmi malých, slabě magnetických částic.  
Než byla vyvinuta vysokogradientní magnetická separace, omezovaly se magnetické separační postupy na směsi, které obsahovaly některý ze silně magnetických prvků (železo, nikl, kobalt). Vysokogradientní technika je však použitelná pro mnohem širší spektrum materiálů – na směsi, které mohou obsahovat desítky slabě magnetických prvků a jejich sloučenin. Typickým příkladem je třeba separace slabě magnetických oxidů železa, které se potom dále zpracovávají. V jiných případech je naopak třeba separací odstranit ze suspenze slabě magnetické nežádoucí složky, např. oxidy titanu při čistění papírenských kaolinů. 

## Fyzikální principy HGMS

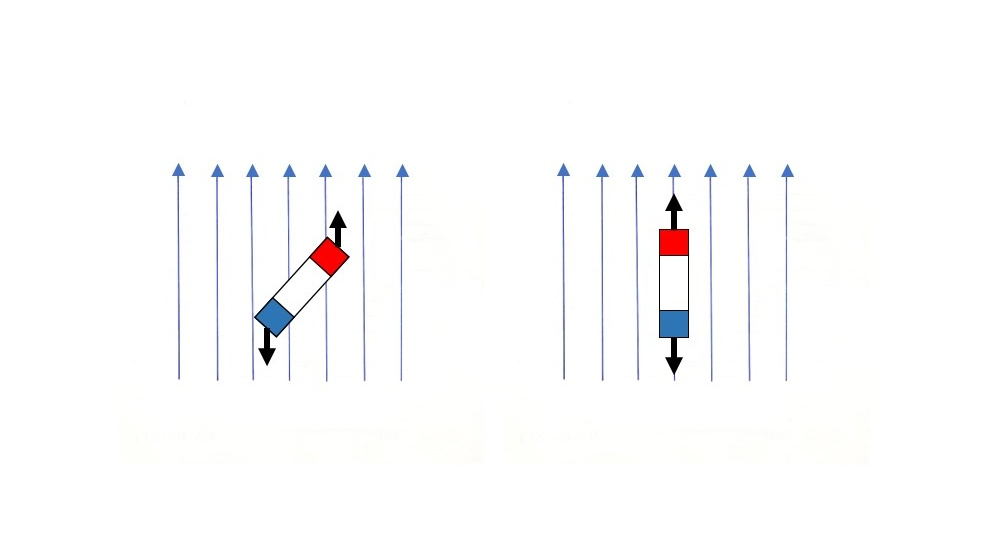
V homogenním magnetickém poli zaujímá magnetický dipól polohu, v níž je kolineární s magnetickými siločarami. Nepůsobí na něj však žádná translační síla.

Fyzikální procesy, které se uplatňují v průběhu magnetické separace, se týkají jednak toho, jak se různé látky chovají v magnetickém poli, a dále pak toho, jak vznikají a jak se projevují magnetické síly působící na částice, které má magnetický separátor zachytit. Z tohoto hlediska můžeme látky rozdělit na diamagnetické, paramagnetické a feromagnetické. Pokud se chceme zabývat silami, které působí na částici v magnetickém poli, je užitečné si takovou částici zjednodušeně představit jako miniaturní tyčový magnet s magnetickými póly sever – jih na obou jeho koncích. V homogenním magnetickém poli působí na oba póly takového magnetu opačně orientované síly téže velikosti. Jejich vlivem se zmagnetovaná částice zorientuje do směru siločar vnějšího pole, obě síly se však vzájemně vyruší a na částici nepůsobí žádná výsledná síla.

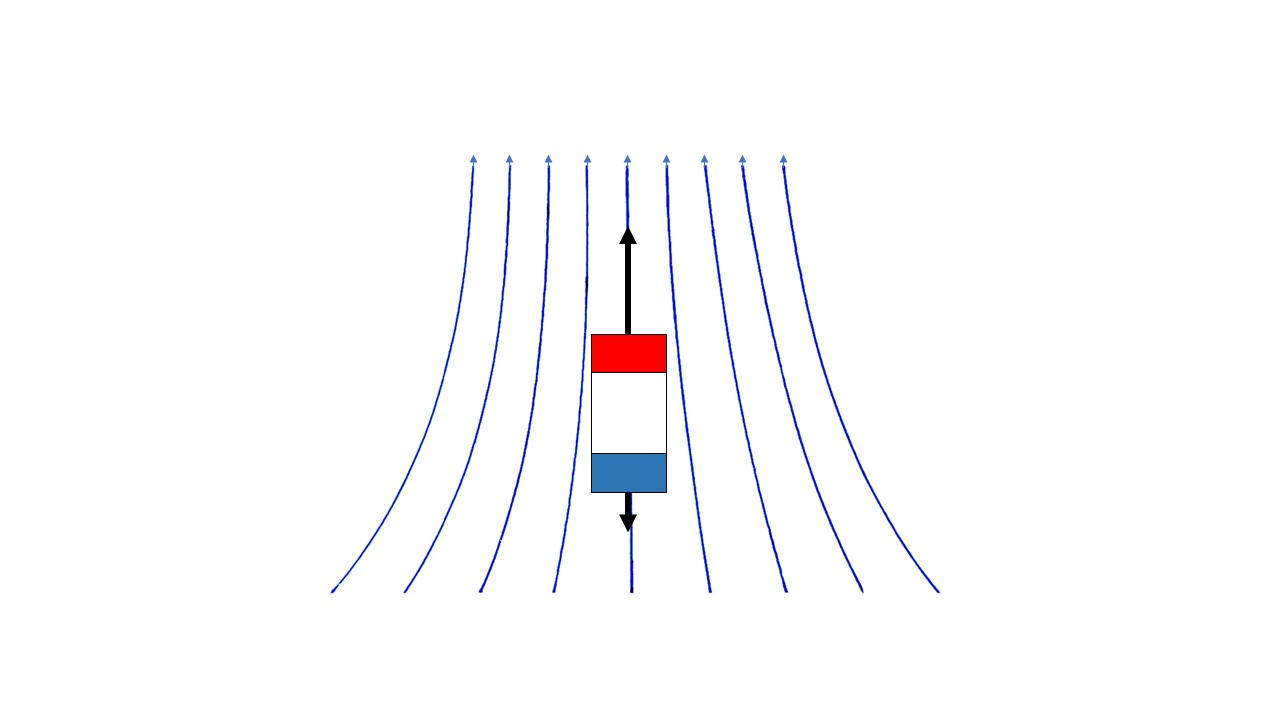
Nehomogenní magnetické pole se vyznačuje nenulovým gradientem pole, což se graficky znázorňuje rozdílnou hustotou magnetických siločar. Takové pole vyvozuje translační sílu na magnetický dipól.

Jiná situace nastane, pokud se magnetická indukce v místech obou pólů částice liší. Potom se obě síly nevyruší a výsledkem jejich vektorového součtu je nenulová translační síla působící na částici. Pokud se jedná o částici paramagnetickou, působí na ni výsledná translační síla ve směru rostoucí magnetické indukce. K tomu je ovšem třeba, aby vnější magnetické pole bylo nehomogenní a  aby vykazovalo výrazný prostorový gradient v rozměru, který koresponduje s velikostí částice.
V magnetickém separátoru rozhodují o výsledném pohybu separovaných částic, a tím i o účinnosti separace, konkurenční vlivy sil magnetických, gravitačních a hydrodynamických. Za vhodných podmínek lze dosáhnout toho, že magnetická translační síla převažuje nad vlivem gravitace a hydrodynamického odporu.
Pro jednoduchost uvažujme o paramagnetické částici ve vakuu. Na ni v magnetickém poli působí síla {\displaystyle {\boldsymbol {F}}_{m}} [N], která je úměrná magnetizaci, kterou v částici vyvolává vnější magnetická indukce {\displaystyle {\boldsymbol {B}}} [T], a dále je úměrná objemu {\displaystyle V_{p}} [m3] té částice a gradientu ∇{\displaystyle {\boldsymbol {B}}} [T∙m−1] vnějšího magnetického pole. To popisuje následující rovnice    
{\displaystyle {\boldsymbol {F}}_{m}} = {\displaystyle {\frac {\chi V_{p}}{\mu _{0}}}} • {\displaystyle {\boldsymbol {B}}}{\displaystyle (}∇{\displaystyle {\boldsymbol {B}}}),
kde χ [-] je magnetická susceptibilita materiálu částice a  μ0 ≐ 1,26∙10−6  [N∙A−2] je permeabilita vakua. Klíčovým problémem vysokogradientní separace je vytváření silných nehomogenních magnetických polí, které maximalizují sílu {\displaystyle {\boldsymbol {F}}_{m}}.

## Feromagnetické matrice
Nehomogenní magnetické pole uvnitř separátoru je v zásadě možné vytvořit např. vhodným uspořádáním permanentních magnetů nebo tvarováním pólových nástavců použitých elektromagnetů. Gradienty magnetického pole ∇{\displaystyle {\boldsymbol {B}}} získané tímto způsobem však nestačí na separaci velmi malých, slabě magnetických částic velikosti pod 50 μm. Výrazně vyšších gradientů lze dosáhnout vkládáním speciálních feromagnetických struktur (magnetických matric) do pracovního objemu separátoru.

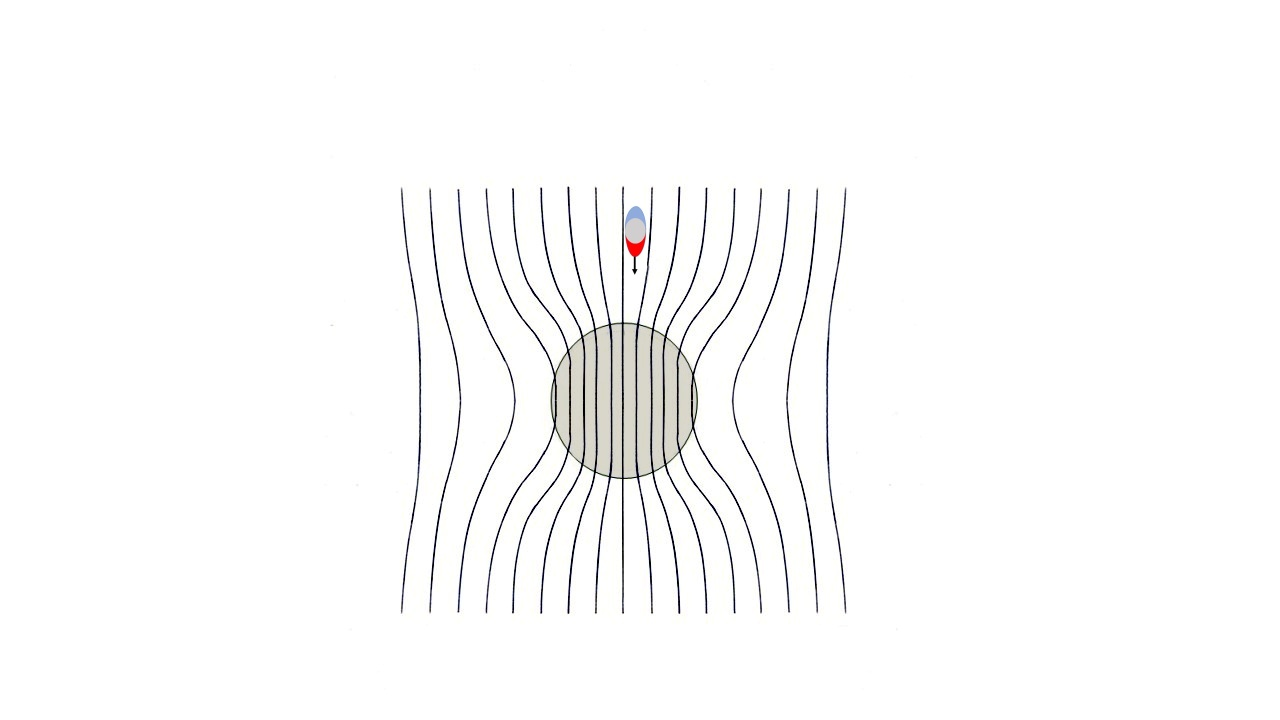
Paramagnetická částice v magnetickém poli v okolí feromagnetického vlákna.

Magnetická matrice je klíčovým zařízením používaným v magnetickém separátoru k vytváření vysokého gradientu magnetického pole a k zachycování magnetických částic. Materiál, geometrie, velikost a uspořádání prvků matrice mohou významně ovlivnit rozložení magnetického pole a filtrační výkon. Magnetické matrice se začaly používat původně pouze k zachycování feromagnetických částic. Nejstarší takovou matricí je magnetické síto z roku 1937 tvořené tenkými kovovými proužky s ostrými hranami, které přitahují a udržují magnetické částice při suché nebo mokré separaci. Používaly se i magnetické kuličky, drážkované desky a další struktury. Náhodně orientovanou ocelovou vatu k zachycení slabě magnetických částic použil poprvé Kolm v roce 1971. Vysokogradientní magnetické separátory s klasickými elektromagnety (s měděným vinutím) s ocelovou vatou vhodné pro průmyslové aplikace vyráběla např. finská firma SALA International AB (dnes Metso Corporation, Helsinky).

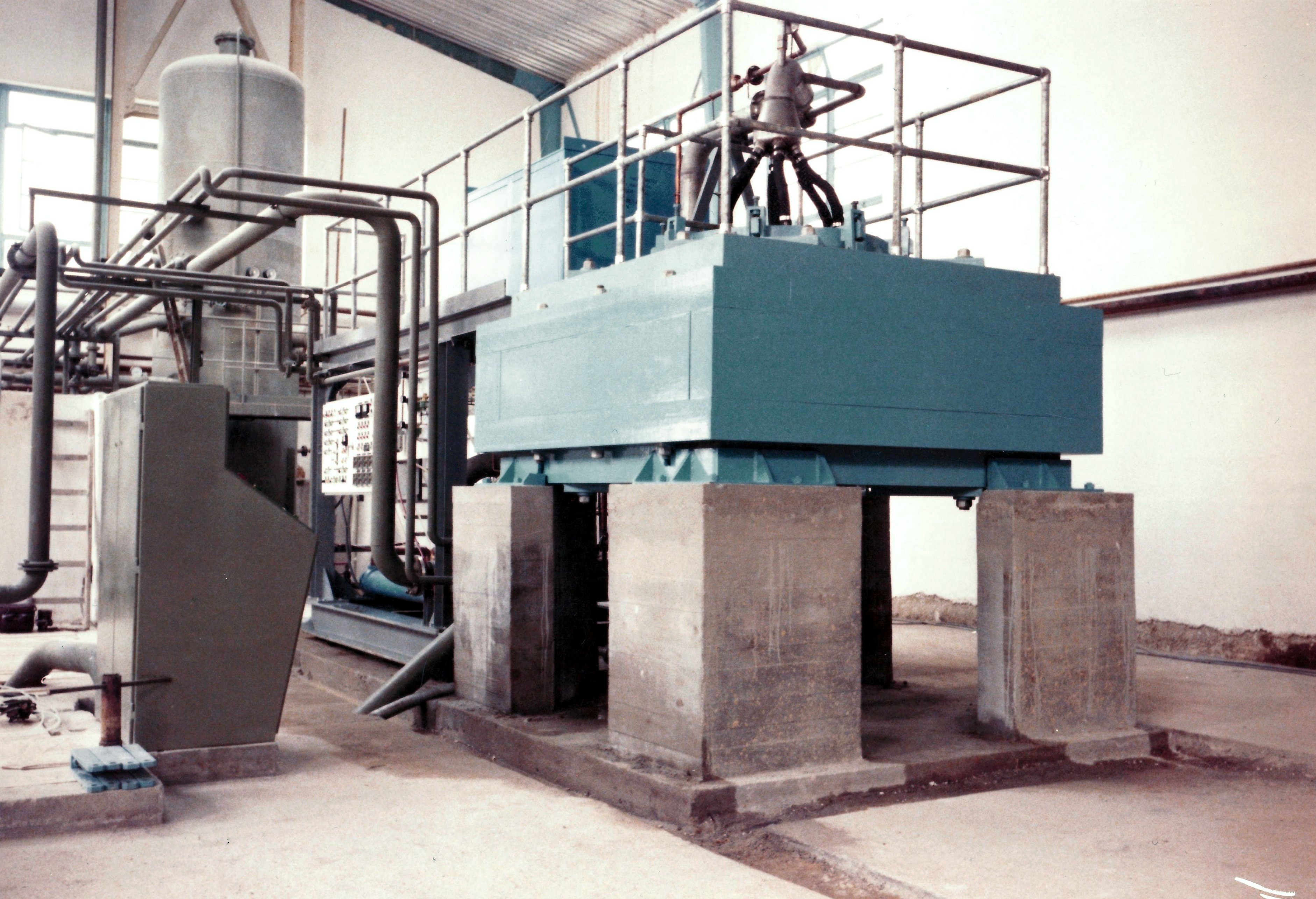
Vysokogradientní magnetický separátor s klasickým (měděným) vinutím firmy SALA. Cyklický separátor kaolinu s vypínáním magnetického pole při vyplachování matrice. V závodě Kaznějov ZKZ uveden do provozu r. 1978.

Matrice se v separátoru zmagnetuje, její jednotlivé konstrukční prvky přitom deformují magnetické pole ve svém okolí, a generují tak vysoký gradient magnetického pole. V tomto směru jsou nejúčinnější matrice z tenkých vláken feromagnetické korozivzdorné ocelové vaty (50 až 100 μm) nekruhového profilu. Zatímco u separátorů bez matric nepřekračují gradienty pole 200 T∙m−1, pohybuje se tato hodnota u systémů s různými typy matric v oblasti několika 1000 T∙m−1 a pro vlákna ocelové vaty je tato hodnota ještě o jeden řád vyšší, kolem 20 000 T∙m−1 . Teoretické modely založené na popisu zachycení částice jedním zmagnetovaným vláknem matrice byly populární v 70. a 80. letech 20. století. Selhaly však při pokusech popsat separační proces v praktickém provozu, protože nezahrnovaly vliv jiných technologických parametrů klíčových pro řízení provozu separátoru.  

## Supravodivé magnety a systémy s přesuvnými kanystry
Průmyslově využitelné vysokogradientní separátory musí mít magnetické systémy produkující silné magnetické pole v pracovním prostoru s lineárními rozměry typicky 0,5 m až 2 m podle typu separátoru. Pokud se omezíme na maximální magnetickou indukci do 2 T, je možné dosáhnout toho měděným vinutím se železným magnetickým obvodem. Hmotnost separátorů tohoto typu se pohybuje kolem 200 až 300 t, trvalý elektrický příkon může být až 400 kW .
Náhrada měděné cívky supravodivým vinutím sice vyžaduje zavedení kryogenní techniky (chlazení kapalným heliem, použití kryostatů a refrigerátorů) do průmyslového provozu, přináší však výrazné úspory hmotnosti a příkonu separátorů. Supravodivý separátor má ve srovnání se stejně výkonným separátorem s měděnou cívkou hmotnost asi 10 % a trvalý elektrický příkon představuje přibližně 3 % příkonu měděného elektromagnetu. Supravodivé vinutí mimo to umožňuje další zvyšování magnetické indukce, a to na hodnoty v rozmezí 3 T až 7 T   . (Pro zajímavost: indukce geomagnetického pole na zemském povrchu se pohybuje kolem 0,5 G = 5 x 10−5 T.)
Separátor s matricí vyžaduje pravidelné vyplachování matrice zanesené zachyceným magnetickým podílem upravované suroviny. Matrice se vyplachuje v prostoru bez magnetického pole. Jsou dvě možnosti, jak takový separátor zkonstruovat a provozovat:
A. Systém s vypínáním magnetického pole během vyplachování matrice (cyclic HGMS).
B. Systém s trvale zapnutým magnetickým polem, z něhož se matrice pro vyplachování vysouvá ven (reciprocating technology).

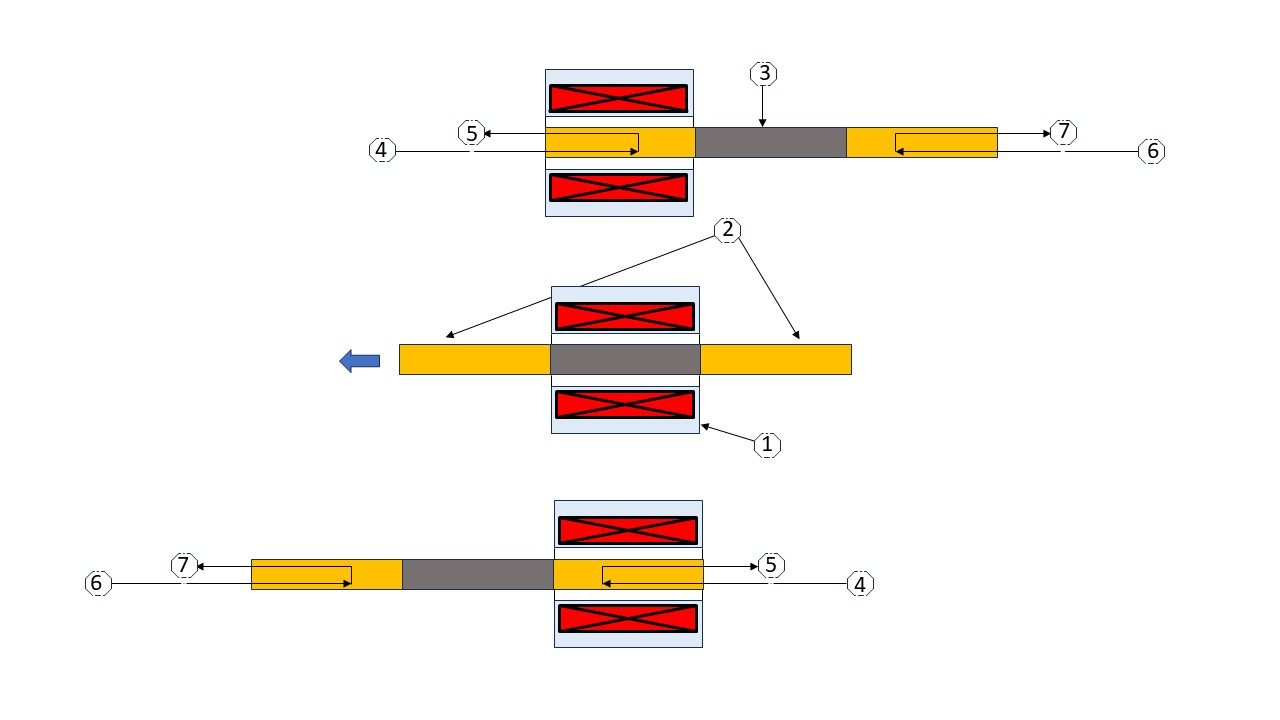
Supravodivý separátor s přesuvnými kanystry. 1 – He kryostat se supravodivým magnetem, 2 – Funkční kanystry, 3 – Vyvažovací (nefunkční) kanystr, 4 – Vstupní suspenze, 5 – Výstupní suspenze ochuzená o magnetický podíl, 6 – Voda pro výplach kanystru, 7 – Magnetický podíl vypláchnutý ze separátoru

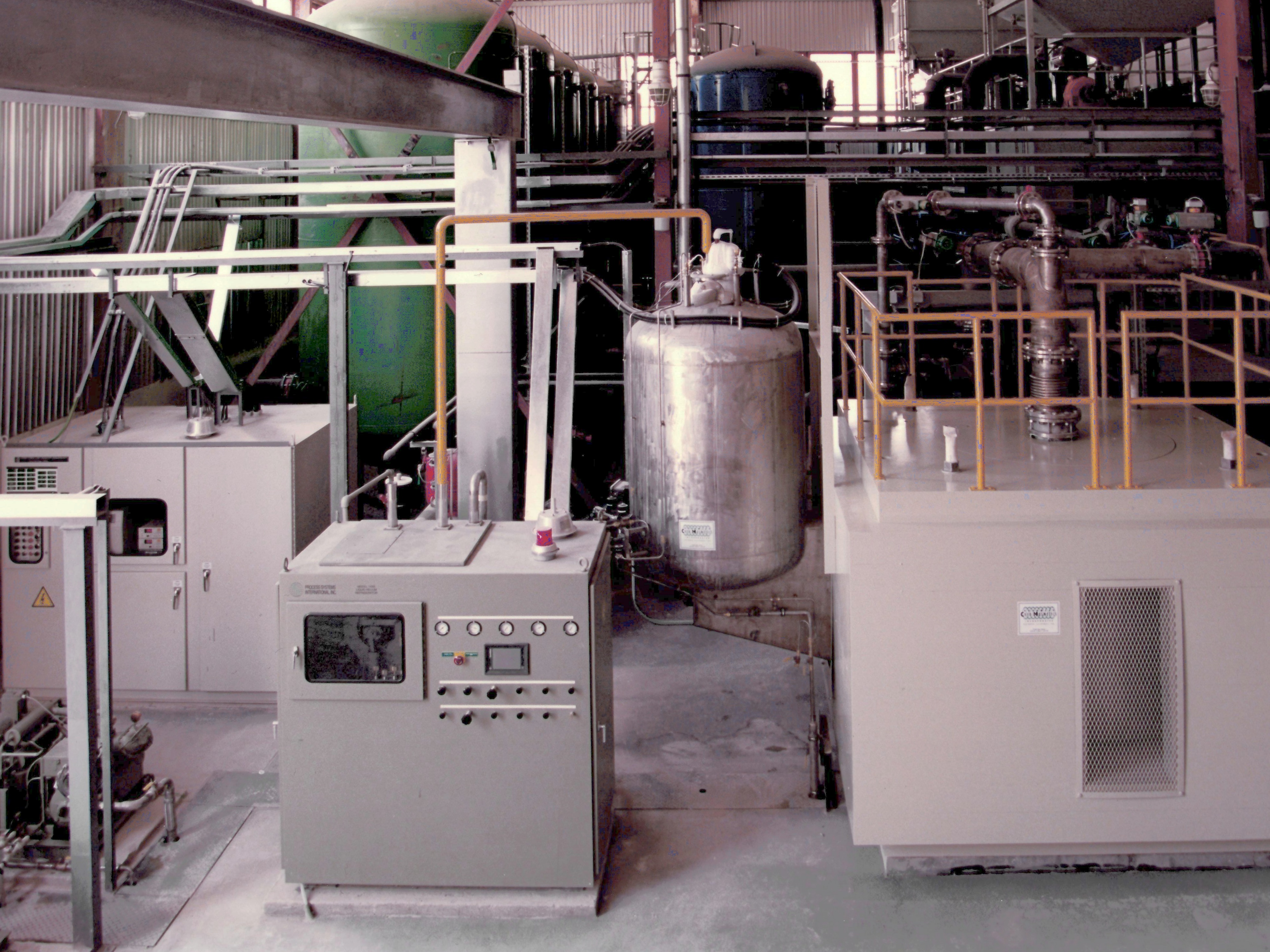
Supravodivý vysokogradientní magnetický separátor firmy Advanced Cryo Magnetics, Inc. Cyklický separátor kaolinu s vypínáním magnetického pole při vyplachování matrice, v Kaznějově uveden do provozu r. 1998. Příkon 10 kW nutný pro zkapalňování odpařovaného He. Supravodivý magnet (B = 3 T) je uvnitř skříně vpravo, nádoba uprostřed obrázku je vakuově izolovaný zásobník kapalného helia s radiačními štíty chlazenými kapalným dusíkem, v popředí je zkapalňovač helia.

Vypínání a zapínání magnetického pole je v každém případu – ať se jedná o měděný elektromagnet nebo o supravodivé vinutí – řízený proces s postupným náběhem a vypínáním napájecího proudu s typickým časem kolem 1 min. Tento proces je složitější při práci se supravodivými magnety umístěnými v heliových kryostatech. Změny magnetického pole indukují v kovových stěnách kryostatu i v supravodivém vinutí samotném vířivé proudy, které produkují teplo, a zvyšují tak odpar kapalného helia. Jeho zpětné zkapalňování zvyšuje provozní náklady separátoru. Takový systém vyvíjely v minulosti např. firmy Eriez pod názvem Superconducting Powerflux nebo Advanced Cryo Magnetics, Inc. v Kalifornii pod názvem ACMI 60/40 3T. Zkoušel se i magnet s vysokoteplotním supravodičem. Celý separační cyklus (nabuzení elektrického vinutí, vlastní separace, oplach, odbuzení magnetu a proplach matrice tlakovou vodou případně i s injektovaným tlakovým vzduchem) je ekonomicky znehodnocován neproduktivními časovými periodami mimo vlastní separaci.

Kryostat československého supravodivého separátoru kaolinu s přesuvnou matricí. Pracovní indukce B = 5 T, instalace v Kaznějově r. 1984.

Nevýhody spojené s vypínáním a zapínáním magnetického pole eliminují separátory s přesuvnými kanystry konstruované často, ne však výhradně, jako separátory supravodivé   . Supravodivý magnet je v činnosti trvale a může se provozovat v perzistentním stavu. To znamená, že se vstup a výstup vinutí uvnitř kryostatu zkratuje supravodivou spojkou a napájecí zdroj se vypíná. Elektrický proud probíhá v takto uzavřeném obvodu beze ztrát a bez znatelného poklesu v čase. Trvalý elektrický příkon magnetu (asi 10 kW) se tím omezuje jen na provoz refrigerátoru zkapalňujícího helium, které se vypařuje z kryostatu. Kanystry s matricí se přesouvají uvnitř průběžného otvoru v kryostatu, typický průměr otvoru je asi 0,5 m. Pokud by se jednalo o úpravu kaolinu, dosahuje se tak výkonu do 10 t/h suchého kaolinu. Matrice se při přesouvání pohybují v silném magnetickém poli supravodivého magnetu a působí na jeho vinutí značnými silami. Tyto síly lze potlačit zařazením nefunkčních vyvažovacích kanystrů po stranách kanystrů pracovních. Takový separátor byl kolem roku 1985 vyvinut i v Československu, ve světě podobné separátory vyráběla např. firma Carpco pod obchodním označením Cryofilter  , v Číně jej vyvinula firma Shandong Huate Co..

## Praktické aplikace HGMS
I když mnohé z dále zmíněných aplikací byly v menším měřítku úspěšně odzkoušeny, jen některé z nich se skutečně prakticky využívají. Nejlepších výsledků se s vysokogradientními magnetickými separátory dosahuje, pokud je pracovní kanystr separátoru naplněn novou ocelovou vatou. Feromagnetická matrice tohoto typu se však během provozu postupně zanáší nedokonale vypláchnutým magnetickým podílem pracovní suspenze a intenzívní proplachování matrice tlakovou vodou může mechanicky rozrušit vrstvy jemné ocelové vaty. To vede ke zhoršenému výkonu magnetických separátorů s ocelovou vatou, kterou je třeba po určitém počtu separačních cyklů demontovat a vyčistit samostatně mimo separátor. Platí to jak pro separátory klasické ( B < 2 T), tak pro separátory supravodivé (B > 2 T). Jejich hlavní výhodou je velmi výrazná úspora elektrické energie a možnost zvyšovat rychlost průtoku suspenze při vyšších magnetických indukcích, ne vždy však vedou indukce nad 2 T ke kvalitnějším produktům separačního procesu. 
Patrně nejcitovanější oblastí průmyslového využití vysokogradientních magnetických separátorů včetně separátorů supravodivých je čistění kaolinu  . Vytěžený jíl obsahuje mikroskopické částice oxidů titanu a železa, jejichž obsah lze snižovat magnetickou separací. Upravený kaolin má vyšší bělost a uplatňuje se při výrobě kvalitního papíru, v keramickém průmyslu, jako náplň do barev, pryže, plastů a ve farmaceutickém průmyslu.
Důležitou aplikací HGMS v oblasti nerostných surovin může být zušlechťování nízkohodnotných železných rud . Např. zásoby takonitu obsahují mnohem více slabě magnetického hematitu než silně magnetického magnetitu. Zatímco magnetit lze získat konvenční magnetickou separací, zachycení hematitu vyžaduje vysokogradientní separaci . Skládky hlušiny v blízkosti dolů mohou být relativně levným zdrojem surovin, které se nepodařilo získat původními úpravami. Zde se může uplatnit HGMS jako atraktivní metoda těžby drahých kovů (zlato, platina, uran). Supravodivá magnetická separace s indukcí nad 5 T je vhodná pro separaci mědi a molybdenu z hlušiny flotačních koncentrátů.
Sklářský průmysl vyžaduje vysoce kvalitní materiál (sklářské písky s nízkým obsahem železa), jehož zásoby se postupně snižují. Stále častěji se proto musí používat důmyslné postupy zušlechťování sklářských písků, mezi které patři i mokré vysokointenzitní magnetické separátory cyklické nebo s přesuvnou matricí. Co se kvality produktu týká, osvědčil se cyklický HI filtr Eriez Magnetics dík řízené rychlosti proudění kalu přes matrici.
Uvažuje se i o odsiřování uhlí, protože mnoho síry v uhlí je ve formě slabě magnetického pyritu, který lze zachytit v matrici separátoru. Přestože v menším měřítku byla účinnost magnetických separačních metod potvrzena, nedošlo z ekonomických důvodů k průmyslovému rozšíření této metody.
Při zásobování městských aglomerací vodou se požaduje, aby dodávaná voda byla přiměřeně sterilní a aby odpadní voda nebyla příliš znečistěná. Některé kontaminanty se mohou navazovat na magnetické částice vsazené do vody (magnetic carrier techniques) . Přitom se může uplatňovat povrchová adsorpce, mechanické zachycení, koagulace nebo koprecipitace. Např. bakterie navázané na povrchu částic oxidu železa by se z vody odstranily spolu s částicemi zachycenými v magnetickém separátoru .      
Supravodivá magnetická separace má co nabídnout ve strojírenství, při ochraně životního prostředí i v jaderném průmyslu. Při čištění řezných a brusných kapalin po obrábění je žádoucí brusný materiál z kapaliny odstranit a kapalinu znova použít. Magnetický podíl lze recyklovat na znova použitelný kov. Během odstraňování azbestu ze stárnoucích staveb vzniká slabě magnetický azbestový prach, který lze magneticky separovat. Radioaktivní znečistění z chladicích systémů tlakovodních reaktorů by se po zachycení a zkoncentrování mohlo přepracovat na materiál pro palivové tyče. Aktuální je i dekontaminace půdy znečistěné plutoniem, uranem a štěpnými produkty jaderných reakcí. Navzdory slibným laboratorním výsledkům byl projekt sanace půdy ukončen v důsledku rozpočtových omezení.
Magnetické nosiče a magnetická separace se mohou uplatnit i v biologii a v lékařství, jak pro diagnostické, tak pro terapeutické účely. S výjimkou několika přirozeně se vyskytujících paramagnetických nebo ferimagnetických molekul nebo buněk je biologický materiál diamagnetický a musí být navázán na magnetické nosiče (magnetické nanočástice). Ty se potom používají k separaci, analýze a diagnostice buněk nebo biomolekul.

## Vysokogradientní separátory v České republice

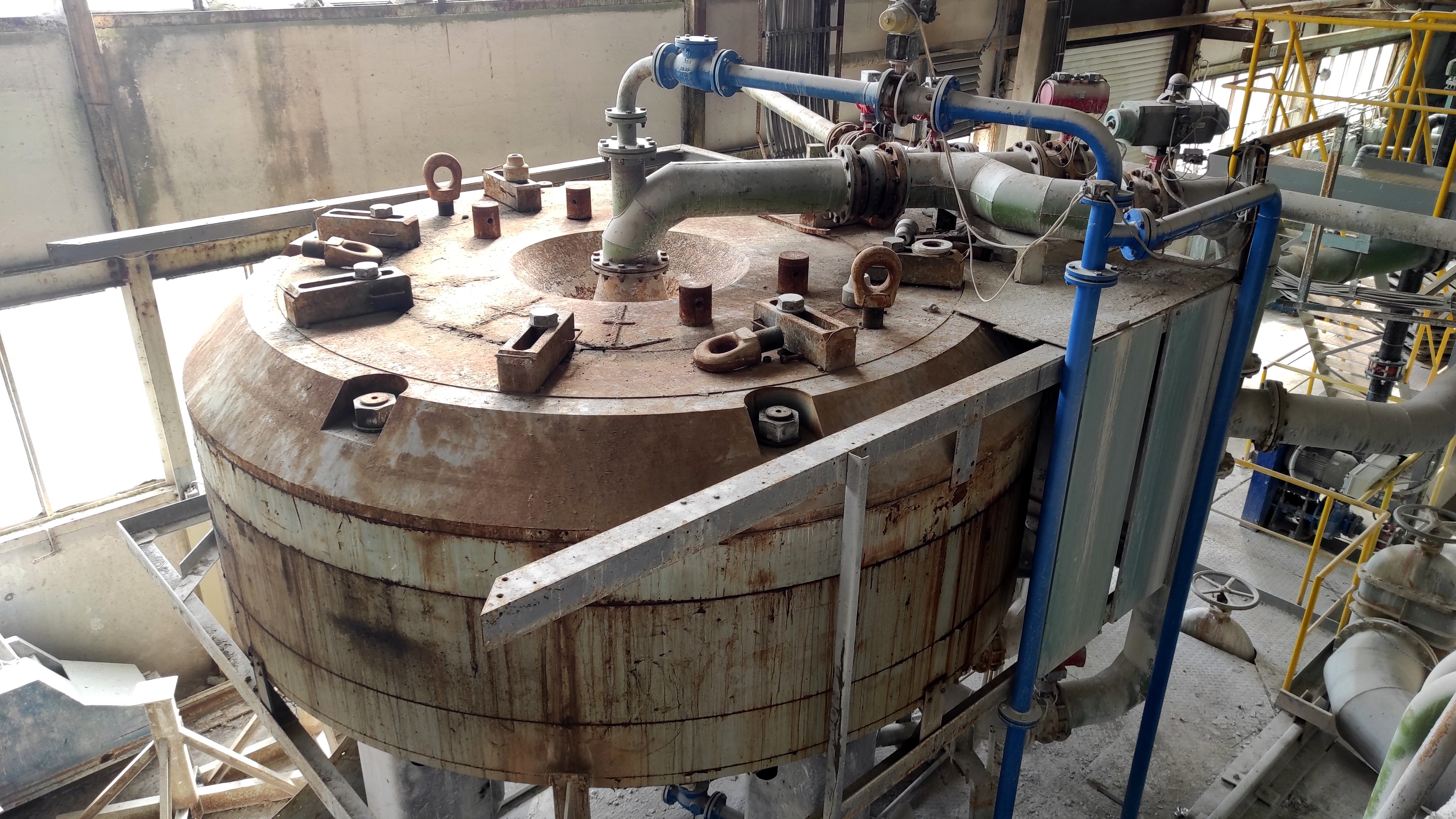
Vysokogradientní magnetický separátor s klasickým (měděným) vinutím firmy ETD Škoda Plzeň. Cyklický separátor kaolinu s vypínáním magnetického pole při vyplachování matrice. V Kaznějově uveden do provozu r. 2004. Pracovní indukce B = 1,9 T, příkon pro napájení elektromagnetu 275 kW.

První klasický (nesupravodivý) vysokogradientní magnetický separátor kaolinu byl spuštěn roku 1978 v Kaznějově v Západočeských keramických závodech (ZKZ) – dnes je to jedna z výrobních jednotek firmy LB Minerals, s.r.o. Jednalo se o separátor značky SALA a později byl ve spolupráci s ETD Škoda Plzeň postaven a do provozu uveden o něco výkonnější klasický separátor ŠKODA. V obou případech šlo o cyklické separátory s vypínáním magnetického pole a s vertikálním průtokem kaolinové suspenze. 
V té době se začínaly konstruovat i supravodivé varianty takových separátorů a v 80. letech 20. století existovalo ve světě 5 firem, jejichž supravodivé magnetické separátory přesáhly oblast laboratorních experimentů a zkoušely se v praktickém provozu. Dvě z těchto firem vyvinuly supravodivé separátory pro úpravu kaolinových jílů. Jednou z nich byla firma ERIEZ Magnetics, která takový separátor uvedla do provozu v USA a vedle toho vyráběl v poloprovozním režimu v Kaznějově několik t vyčištěného kaolinu za hodinu československý systém s posuvnými kanystry vyvinutý konsorciem firem koordinovaným tehdejším Výzkumným ústavem potravinářské a chladicí techniky   .    
V roce 1998 byl v Kaznějově instalován další supravodivý separátor kaolinu, tentokrát od firmy Advanced Cryo Magnetics, Inc., která byla aktivní v San Diegu v letech 1987 až 2000. Tento separátor pracoval s magnetickou indukcí 3 T a byl to cyklický separátor s vypínáním magnetického pole a s vertikálním průtokem kaolinové suspenze. V souvislosti se změnou svého výrobního programu LB Minerals, s.r.o. dnes již magnetické separátory pro úpravy kaolinu nepoužívá.   
V současnosti se v České republice používá při úpravě nerostných surovin několik klasických vysokogradientních separátorů ERIEZ. Pokud jde o supravodivé separátory, provozuje je firma Sedlecký kaolin, a.s. Ta kaolin upravuje magnetickou separací ve svém provozu v Božíčanech u Karlových Varů a získala přitom zkušenosti se supravodivým separátorem cyklickým (Eriez) i s přesuvnou matricí (Carpco). Na základě svých zkušeností preferuje vratné supravodivé systémy s přesuvnými matricemi.             